# Hypena spodopa
Hypena spodopa là một loài bướm đêm trong họ Erebidae.